# L'Adroit (torpilleur)
Pour les articles homonymes, voir L'Adroit.
L'Adroit est un torpilleur français, navire de tête de sa classe de torpilleurs construits pour la marine française au milieu des années 1920.

## Conception
La classe L'Adroit était une version légèrement agrandie et améliorée de la classe Bourrasque. Les navires avaient une longueur de 107,2 mètres, une largeur de 9,9 mètres et un tirant d'eau de 3,5 mètres. Leur déplacement était de 1380 tonnes à charge standard et 2000 tonnes métriques à pleine charge. Ils étaient propulsés par deux turbines à vapeur à engrenages, chacune entraînant un arbre d'hélice, utilisant la vapeur fournie par trois chaudières du Temple. Les turbines ont été conçues pour produire 31000 chevaux (22800 kW), les bâtiments pouvant filer 33 nœuds (61 km/h). Les navires embarquaient 386 tonnes de mazout, ce qui leur donnait une distance franchissable de 3000 nautiques (5600 km) à 15 nœuds (28 km/h).
L’artillerie principale de ces unités consistait en quatre pièces de 130 mm modèle 1924 en affûts simples, deux à l’avant et deux à l’arrière des superstructures. Leur armement antiaérien se composait d’une paire de canons de 37 mm modèle 1925. Les navires disposaient  de deux plateformes triples de tubes lance-torpilles de 550 millimètres situés sur le pont entre la 3ème cheminée et le roof arrière. Deux toboggans pour grenades anti-sous-marines étaient installés à l’arrière. Ils contenaient seize grenades de 200 kilogrammes. De plus, deux lanceurs de grenades anti-sous-marines permettaient de tirer six grenades de 100 kilogrammes.

## Carrière
L'Adroit a été construit par les Ateliers et chantiers de France à Dunkerque. Il a été mis en chantier le 26 mai 1925, lancé le 1er avril 1927 et achevé le 1er juillet 1929. Il a participé aux premières phases de la Seconde Guerre mondiale : l’invasion de la France et des Pays-Bas et l’évacuation des forces britanniques et françaises de Dunkerque.
Il a été gravement endommagé le 21 mai 1940 lors d’une attaque par des bombardiers allemands He 111. Son commandant, le capitaine de corvette Henri Dupin de Saint-Cyr échoue son navire près de la commune de Malo-les-Bains. Échouée sur la plage, l’épave a ensuite subi une explosion dans la soute à munitions avant, ce qui a créé un énorme espace entre le pont et l'étrave, mais tous les membres de l’équipage ont survécu,.

## Culture populaire
L’épave de L'Adroit a été reconstituée en maquette pour le film Dunkerque (2017) de Christopher Nolan. Pour le tournage, elle a été placée dans la mer, près de la plage de la commune de Malo-les-Bains
Ironie du sort, l'Adroit a été construit à Dunkerque et c'est à proximité de Dunkerque qu'il a été coulé. 